# David Dorfman
David Benjamin Douglas Dorfman (Los Angeles, Kalifornia, 1993. február 7. –) amerikai ügyvéd, visszavonult színész.
Fontosabb szerepe volt Aidan Keller A kör (2002) és A kör 2. (2005) című filmekben. Egyéb filmjei közé tartozik a Pánik (2000), Az idő rabjai (2003), A texasi láncfűrészes (2003) és a Fúrófej Taylor (2008).

## Filmográfia

### Film
| Év   | Magyar cím                          | Eredeti cím                 | Szerep                        | Magyar hang      |
| ---- | ----------------------------------- | --------------------------- | ----------------------------- | ---------------- |
| 1999 | Galaxy Quest – Galaktitkos küldetés | Galaxy Quest                | fiú (stáblistán nem szerepel) |                  |
| 2000 | Pánik                               | Panic                       | Sammy                         |                  |
| 2000 | Szívörvény                          | Bounce                      | Joey Janello                  | Gacsal Ádám      |
| 2002 | A kör                               | The Ring                    | Aidan Keller                  | Baradlay Viktor  |
| 2002 |                                     | 100 Mile Rule               | Andrew Davis                  |                  |
| 2003 | Az éneklő detektív                  | The Singing Detective       | Dan Dark fiatalon             |                  |
| 2003 | A texasi láncfűrészes               | The Texas Chainsaw Massacre | Jedidiah Hewitt               | Ferencz Bálint   |
| 2005 | A kör 2.                            | The Ring Two                | Aidan Keller                  | Jelinek Márk     |
| 2008 | Fúrófej Taylor                      | Drillbit Taylor             | Emmit Oosterhaus              | Stukovszky Tamás |

### Televízió
| Év        | Magyar cím           | Eredeti cím       | Szerep                | Megjegyzések         |
| --------- | -------------------- | ----------------- | --------------------- | -------------------- |
| 1998      |                      | Grown-Ups         | Ryan                  | tévéfilm             |
| 1999      |                      | Invisible Child   | Sam Beeman            | tévéfilm             |
| 1999      |                      | Time of Your Life | srác                  | 1 epizód             |
| 2000–2002 | Családjogi esetek    | Family Law        | Rupie Holt            | 57 epizód            |
| 2001      | Ally McBeal          | Ally McBeal       | Sam Paul              | 1 epizód             |
| 2001      |                      | Black of Life     | Nicky                 | 1 epizód             |
| 2003      | Az idő rabjai        | A Wrinkle in Time | Charles Wallace Murry | tévéfilm             |
| 2003–2005 | Isteni sugallat      | Joan of Arcadia   | Rocky Tardio          | 3 epizód             |
| 2006      | Szellemekkel suttogó | Ghost Whisperer   | Daniel Greene         | 1 epizód             |
| 2010      |                      | Zombie Roadkill   | Simon                 | 6 epizód             |
| 2017      | Trónok harca         | Game of Thrones   | Lannister katona      | 1 epizód (Sárkánykő) |